# Jonathan Vila
Jonathan Vila Pereira (Porriño, Pontevedra, 6 de marzo de 1986) es un futbolista español. Juega de mediocentro defensivo, aunque también se desenvuelve con solvencia como defensa central, y su actual equipo es el Coruxo de la Segunda División B de España.

## Trayectoria
Formado en las categorías inferiores del Celta de Vigo, fue escalando categorías hasta llegar al filial celeste, en el que pasó dos temporadas jugando de centrocampista defensivo a gran nivel. Sus actuaciones llamaron la atención del entrenador del primer equipo, Fernando Vázquez, el cual le llamó a debutar en Primera División ante el Levante, el 17 de diciembre de 2006. Tras el descenso a Segunda División, y con la competencia en su puesto con jugadores como Ariel Rosada, López Garai o Cristian Bustos no llegó a afianzarse en el equipo titular, aunque sí disputó bastantes partidos.
Pero con la llegada de Paco Herrera al banquillo celeste en la temporada 2010/11, y debido a la corta plantilla del cuadro celeste, el entrenador decide probarlo en pretemporada en una nueva posición para él, la de defensa central. Tras unas muy buenas actuaciones, su regularidad y su buena salida de balón le garantizaron un puesto en el once titular.
El 20 de julio de 2014 firmó por el Real Oviedo y consigue el ascenso tras eliminar al Cádiz en la eliminatoria de campeones. Ya en Segunda División anota el primer gol del Real Oviedo en su regreso al fútbol profesional.
Tras tres temporadas, en el Real Oviedo, el 16 de julio de 2017 firmó por el Recreativo de Huelva por dos temporadas.
El 23 de agosto de 2018 fichó por el FC Pune City indio.
Un año después de su marcha a la India, regresó a España para jugar en el Coruxo.

## Clubes
Actualizado a 21 de mayo de 2017
| Celta de Vigo B · España |                 |               |     |    |    |   |   |     |     |   |
| 2ªB | 2003-04         | 1             | 0   | —  | —  | — | — | 1   | 0   |   |
| 2ªB | 2004-05         | 27            | 2   | —  | —  | — | — | 27  | 2   |   |
| 2ªB | 2005-06         | 31            | 2   | —  | —  | — | — | 31  | 2   |   |
| 2ªB | 2006-07         | 19            | 1   | —  | —  | — | — | 19  | 1   |   |
| Total club | Total club      | 78            | 5   | 0  | 0  | 0 | 0 | 78  | 5   |   |
| Celta de Vigo · España |                 |               |     |    |    |   |   |     |     |   |
| 1.ª | 2006-07         | 7             | 0   | —  | —  | 3 | 0 | 10  | 0   |   |
| 2.ª | 2007-08         | 9             | 0   | 1  | 0  | — | — | 10  | 0   |   |
| 2.ª | 2008-09         | 26            | 0   | 4  | 0  | — | — | 30  | 0   |   |
| 2.ª | 2009-10         | 17            | 0   | 5  | 0  | — | — | 22  | 0   |   |
| 2.ª | 2010-11         | 37            | 0   | 1  | 0  | — | — | 38  | 0   |   |
| 2.ª | 2011-12         | 15            | 0   | 3  | 0  | — | — | 18  | 0   |   |
| 1.ª | 2012-13         | 14            | 0   | 3  | 0  | — | — | 17  | 0   |   |
| 1.ª | 2013-14         | 1             | 0   | 2  | 0  | — | — | 3   | 0   |   |
| Total club | Total club      | 126           | 0   | 19 | 0  | 3 | 0 | 148 | 0   |   |
| Beitar Jerusalén Israel |                 |               |     |    |    |   |   |     |     |   |
| 1ª | 2014            | 13            | 0   | —  | —  | — | — | 13  | 0   |   |
| Total club | Total club      | 13            | 0   | 0  | 0  | 0 | 0 | 13  | 0   |   |
| Real Oviedo · España |                 |               |     |    |    |   |   |     |     |   |
| 2ªB | 2014-15         | 33            | 1   | 4  | 0  | — | — | 37  | 1   |   |
| 2.ª | 2015-16         | 25            | 1   | 1  | 0  | — | — | 26  | 1   |   |
| 2.ª | 2016-17         | 7             | 0   | 1  | 0  | — | — | 8   | 0   |   |
| Total club | Total club      | 65            | 2   | 6  | 0  | 0 | 0 | 71  | 2   |   |
| Recreativo de Huelva · España |                 |               |     |    |    |   |   |     |     |   |
| 2ªB | 2017-18         | 0             | 0   | 0  | 0  | — | — | 0   | 0   |   |
| Total club | Total club      | 0             | 0   | 0  | 0  | 0 | 0 | 0   | 0   |   |
| FC Pune City India |                 |               |     |    |    |   |   |     |     |   |
| 1ª | 2018-Actuadidad | 0             | 0   | 0  | 0  | — | — | 0   | 0   |   |
| Total club | Total club      | 0             | 0   | 0  | 0  | 0 | 0 | 0   | 0   |   |
| Total carrera | Total carrera   | Total carrera | 282 | 7  | 25 | 0 | 3 | 0   | 310 | 7 |
| (1) Incluye datos de play-off de ascenso / permanencia. (2) Incluye datos de la Copa del Rey. (3) Incluye datos de la UEFA Europa League. |                 |               |     |    |    |   |   |     |     |   |